# Каратерецький сільський округ (Майський район)
Каратере́цький сільський округ (каз. Қаратерек ауылдық округі, рос. Каратерекский сельский округ) — адміністративна одиниця у складі Майського району Павлодарської області Казахстану. Адміністративний центр — село Каратерек.
Населення — 709 осіб (2021; 1067 у 2009, 1445 у 1999, 1840 у 1989).
Станом на 1989 рік існувала Малдарська сільська рада (села Каратерек, Орджонікідзе, Отділення 8 Марта). Село Отділення 8 Марта було ліквідовано 2019 року.

## Склад
До складу округу входять такі населені пункти:
| Населений пункт         | Старі назви  | Населення, осіб (1989) | Населення, осіб (1999) | Населення, осіб (2009) | Населення, осіб (2021) |
| ----------------------- | ------------ | ---------------------- | ---------------------- | ---------------------- | ---------------------- |
| Каратерек, село         | -            | 1360                   | 983                    | 920                    | 680                    |
| Отділення 8 Марта, село | -            | 254                    | 242                    | 72                     | -                      |
| Хасена Сейтказіна, село | Орджонікідзе | 226                    | 220                    | 75                     | 29                     |